# パシーマ
パシーマ (pasima) とは、福岡県の龍宮が製造する、医療用の脱脂綿を中綿に用いて医療用レベルのガーゼで包み、キルティングした生地の総称である。

## 概要
寝具に脱脂綿を用いた初めてのものであり、アレルギーに悩む龍宮の創業者の梯禮一郎（かけはし れいいちろう）が開発した寝具素材である。洗濯を前提に作られており、洗濯に耐える中綿になっている。吸水性・放湿性がよく、洗濯してもすぐ乾く。保温性もよく、年中使える。また、ホコリも少ないのも特徴であり、エコテックス100のクラス1を取得している。

## 用途など
寝具としてシーツ、肌掛、ピロケース、その他ベビー用品やパジャマにも用いている。

## 材質
ガーゼは綿100%で40番手を用いている。中綿は脱脂綿85%と複合繊維（ポリエステル）15%。精製レベルは医療用レベルに精製してある。